# Léo Motta
Eliel Márcio do Carmo (Contagem, 26 de outubro de 1973), mais conhecido como Léo Motta, é um cantor e político brasileiro filiado ao Republicanos.

## Vida pública
Em 2012, Léo Motta foi eleito vereador da cidade de Contagem em Minas Gerais, através do Partido Social Liberal (PSL), recebendo 3.406 votos (1,07% dos válidos). Foi reeleito nas eleições de 2016, através do Partido Social Democrata Cristão (PSDC), recebendo 3.861 votos (1.25% dos válidos).  
Nas eleições de 2018, foi eleito deputado federal por Minas Gerais, através do Partido Social Liberal, recebendo 51.073 votos (0,51% dos válidos).
Léo Motta também foi presidente do Partido Trabalhista Cristão (PTC) e secretário-geral do Partido Progressista (PP). 